# Auline Grac
Auline Grac, née le 20 décembre 1990 à Aix-en-Provence, est la 3e Miss Prestige national, élue le 10 décembre 2012.

## Biographie
Née le 20 décembre 1990, Auline Grac est d'ascendance guyanaise par sa mère et aixoise par son père.
En mai 2010, elle participe à la télé-réalité Génération Mannequin 3 sur NRJ 12.
En 2012, Auline Grac est étudiante en première année d'ostéopathie à Aix-en-Provence,.
Le 12 août 2012, elle devient Miss Provence, puis succède à Christelle Roca en étant élue le 10 décembre 2012 au Lido de Paris, lors de  l'élection de Miss Prestige national 2013.